# Atacama Large Millimeter Array

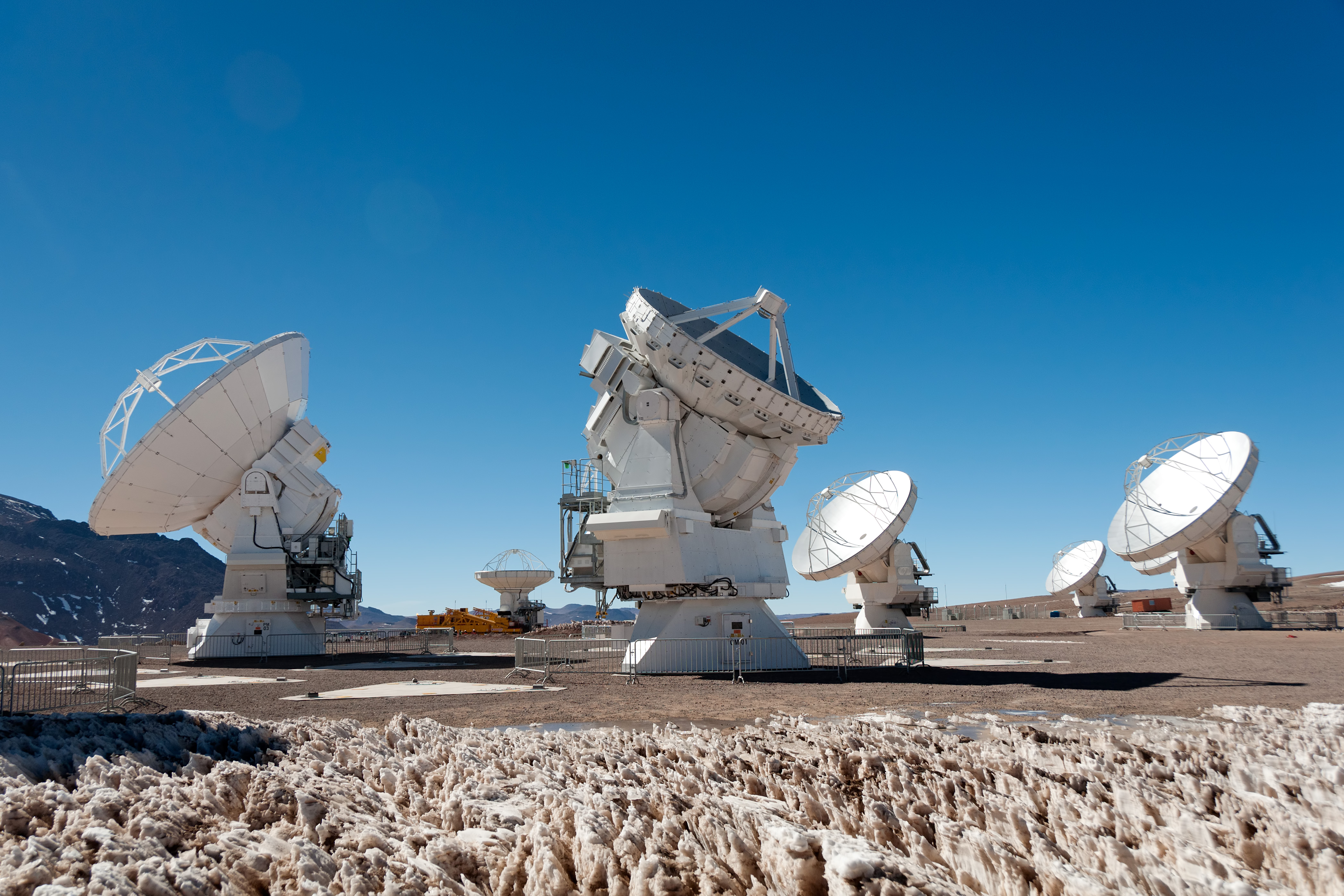
Antenas do projeto ALMA

O Atacama Large Millimeter Array (ALMA) é um rádio-observatório constituído por um conjunto de 66 antenas, das quais 54 com 12 metros de diâmetro e as demais com 7 metros de diâmetro.

## História
Sua construção começou em 2003 e as observações científicas tiveram início em 2011. ALMA está localizado a uma altitude de 5 000 metros, na Zona de Chajnantor, a leste da vila de San Pedro de Atacama, no Chile - um dos maiores sítios de observação astronômica do mundo. Foi inaugurado no dia 13 de março de 2013. Orçado em um bilhão de euros, ele faz parte de uma parceria entre países da Europa, da Ásia Oriental e da América do Norte em cooperação com a República do Chile. O Observatório Europeu do Sul é o parceiro europeu no projeto ALMA.

## Características
A sensibilidade do conjunto de antenas torna possível a observação de galáxias muito distantes. Espera-se para outubro de 2015 observações com as 66 antenas em pleno funcionamento.

## Resultados científicos
Em 11 de agosto de 2014, os astrônomos liberado estudos, utilizando o Atacama Large Millimeter/submillimeter Array (ALMA), pela primeira vez, que detalhou a distribuição de HCN, HNC, H2CO e poeira no interior do cauda de cometas C/2012 F6 (Lemmon) e C/2012 S1(ISON).